# NGC 6909
NGC 6909 ist eine elliptische Galaxie vom Hubble-Typ E5 im Sternbild Telescopium am Südsternhimmel. Sie ist schätzungsweise 123 Millionen Lichtjahre von der Milchstraße entfernt und hat einen Durchmesser von etwa 80.000 Lichtjahren.
Im selben Himmelsareal befindet sich u. a. die Galaxie NGC 6918.
Das Objekt wurde am 1. Juli 1834 von John Herschel entdeckt.